# Quexém
Quexém ou Quixim é uma vila e sede do distrito de Quexém, na província de Badaquexão. Fica na estrada que liga a cidade de Talocã a Feizabade.